# Zuluzinho
Wágner da Conceição Martins (São Luís, 19 de mayo de 1978), más conocido por su nombre artístico Zuluzinho, es un artista marcial mixto brasileño. Es hijo de la leyenda del vale tudo, Rei Zulu.

## Récord en artes marciales mixtas
| Resultado     | Récord   | Oponente                 | Método                                 | Evento                                 | Fecha                   | Ronda | Tiempo      | Localización               | Notas |
| ------------- | -------- | ------------------------ | -------------------------------------- | -------------------------------------- | ----------------------- | ----- | ----------- | -------------------------- | ----- |
| Derrota       | 11-8 (1) | Geronimo dos Santos      | KO (puñetazos)                         | Mr. Cage 4                             | 30 de noviembre de 2010 | 1     | Desconocido | Manaus, Brasil             |       |
| Victoria      | 11-7 (1) | Douglas Humberto         | Decisión (dividida)                    | Ilha Combat 3: Confrontation of Giants | 19 de diciembre de 2009 | 3     | 5:00        | Sao Luis, Brasil           |       |
| Victoria      | 10-7 (1) | Angelo Araujo            | TKO (abandono)                         | Ilha Combat 2: Araujo vs. Zuluzinho    | 19 de diciembre de 2009 | 2     | 5:00        | Sao Luis, Brasil           |       |
| Derrota       | 9-7 (1)  | Geronimo dos Santos      | KO (puñetazo)                          | Fusion Combat                          | 14 de diciembre de 2008 | 2     | 0:22        | Boa Vista, Roraima, Brasil |       |
| Derrota       | 9-6 (1)  | Guilherme dos Anjos      | Sumisión (puñetazos)                   | Desafío de Gigantes 10                 | 6 de julio de 2008      | 1     | 3:52        | Macapa, Brasil             |       |
| Victoria      | 9-5 (1)  | Ibragim Magomedov        | TKO (puñetazos)                        | fightFORCE: Russia vs. The World       | 19 de abril de 2008     | 1     | Desconocido | San Petersburgo, Rusia     |       |
| Victoria      | 9-4 (1)  | Ikuhisa Minowa           | TKO (para del equipo)                  | K-1 Premium 2007 Dynamite!!            | 31 de diciembre de 2007 | 3     | 2:13        | Osaka, Japón               |       |
| Victoria      | 8-4 (1)  | Vladimir Kuchenko        | Sumisión (rear naked choke)            | Bodog Fight: USA vs. Russia            | 30 de noviembre de 2007 | 1     | 2:14        | Moscú, Rusia               |       |
| Derrota       | 7-4 (1)  | Guilherme dos Anjos      | TKO (abandono)                         | Desafío de Gigantes 8                  | 1 de noviembre de 2007  | 2     | 3:50        | Macapa, Brasil             |       |
| Derrota       | 7-3 (1)  | Eric Esch                | Sumisión (americana)                   | PRIDE 34                               | 8 de abril de 2007      | 1     | 2:35        | Saitama, Japón             |       |
| Derrota       | 7-2 (1)  | Antônio Rodrigo Nogueira | Sumisión (cross armbar)                | PRIDE Total Elimination Absolute       | 5 de mayo de 2006       | 1     | 2:17        | Osaka, Japón               |       |
| Derrota       | 7-1 (1)  | Fedor Emelianenko        | Sumisión (puñetazos)                   | PRIDE Shockwave 2005                   | 31 de diciembre de 2005 | 1     | 0:26        | Saitama, Japón             |       |
| Victoria      | 7-0 (1)  | Henry Miller             | TKO (rodillazos)                       | PRIDE 30                               | 23 de octubre de 2005   | 2     | 2:04        | Saitama, Japón             |       |
| Victoria      | 6-0 (1)  | Rafal Dabrowski          | KO (puñetazo)                          | Cage Warriors - Strike Force 2         | 16 de julio de 2005     | 2     | 2:04        | Coventry, Reino Unido      |       |
| Sin resultado | 5-0 (1)  | Kleber Rainieri Jansen   | Sin resultado (ambos cayeron del ring) | Desafío de Gigantes 4                  | 20 de mayo de 2005      | 1     | 1:29        | Macapa, Brasil             |       |
| Victoria      | 5-0      | Fabio Black              | KO (puñetazos)                         | World Combat 3                         | 13 de marzo de 2005     | 1     | 1:20        | Sao Luis, Brasil           |       |
| Victoria      | 4-0      | Junior Pitbull           | TKO (puñetazos)                        | Desafío de Gigantes 2                  | 13 de marzo de 2004     | 1     | 0:30        | Macapa, Brasil             |       |
| Victoria      | 3-0      | James Adler              | KO (puñetazos)                         | Main Event Vale Tudo                   | 2004                    | 1     | Desconocido | Itapeua, Brasil            |       |
| Victoria      | 2-0      | James Adler              | KO (puñetazos)                         | Main Event Vale Tudo                   | 2004                    | 1     | Desconocido | Itapeua, Brasil            |       |
| Victoria      | 1-0      | Carlos Andino            | KO (puñetazos)                         | Main Event Vale Tudo                   | 4 de noviembre de 2003  | 1     | Desconocido | Itapeua, Brasil            |       |